# ジェームス・モリス
ジェームス・モリス（James Morris）は、アメリカ合衆国のバス歌手である。ヴォータン歌いとして有名で、リヒャルト・ワーグナー作曲の『ニーベルングの指環』ではよくヴォータン役としてキャストされる。
1990年と1991年のグラミー賞を受賞する。